# Geografia del Botswana

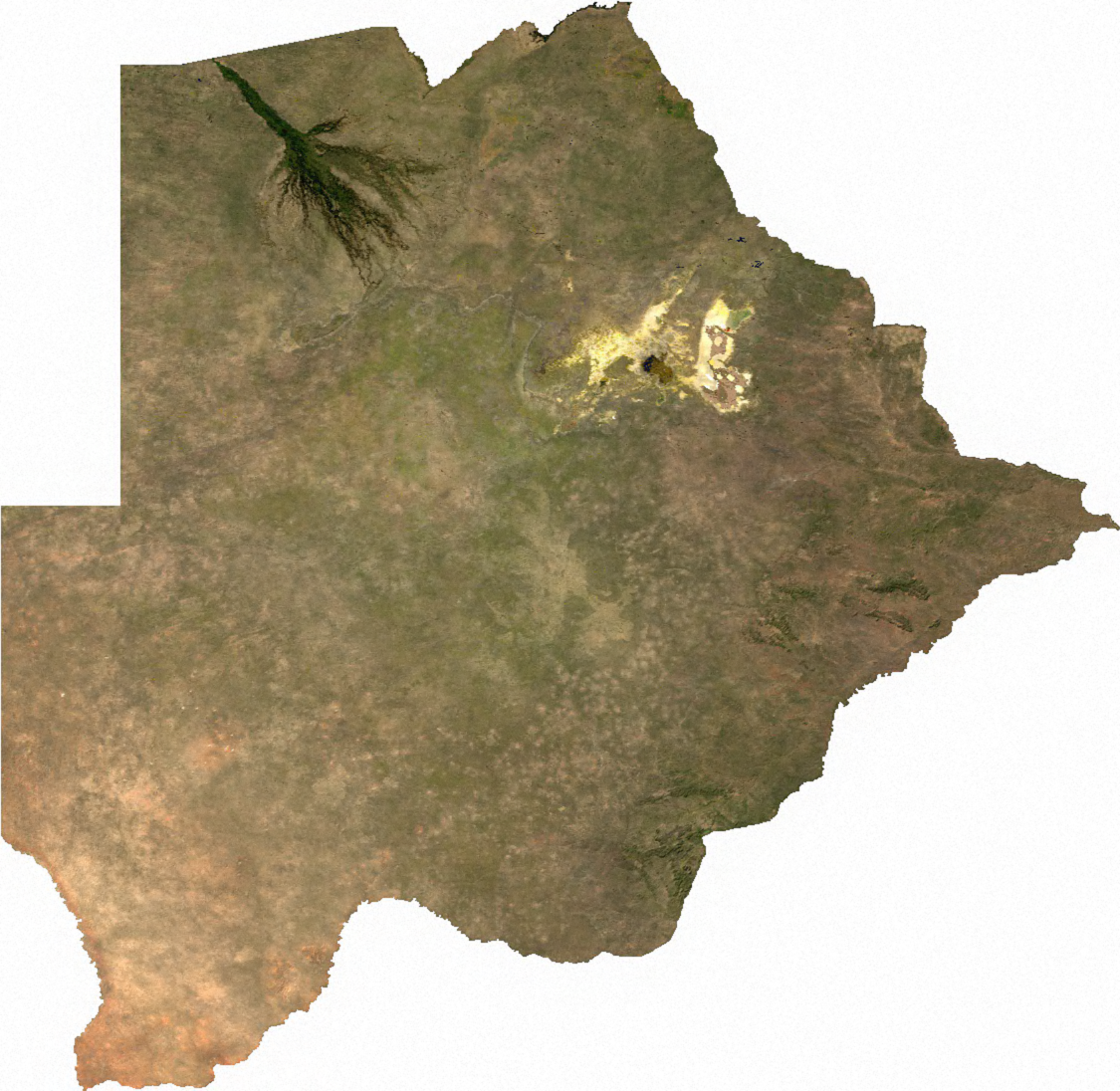
Botswana dal satellite

Segue la descrizione della geografia del Botswana:

## Localizzazione
Il Botswana si trova nell'Africa Australe, al nord del Sudafrica.
Coordinate geografiche: 22°S 24°E

## Principali città e villaggi del Paese
- Gaborone
- Francistown
- Molepolole
- Selebi-Phikwe
- Maun
- Serowe
- Kanye
- Mahalapye
- Mochudi
- Mogoditshane
- Lobatse
- Palapye
- Tlokweng
- Ramotswa
- Thamaga
- Moshupa
- Tonota
- Jwaneng
- Orapa
- Letlhakane

## Territorio
Il territorio è prevalentemente pianeggiante con alcuni altopiani. Il deserto del Kalahari si trova a Sud-Ovest. Nel Nord-Ovest del Paese si trova il delta dell'Okavango; si tratta del più grande delta interno del mondo.

### Superficie
totale: 600.370 km²
terreno: 585.370 km²
acque: 15.000 km²

### Confini
Totale: 4.013 km
Paesi confinanti: Namibia per 1.360 km, Sudafrica per 1.840 km, Zimbabwe per 813 km, Zambia per 0 km

## Clima
Semiarido; inverni miti ed estati calde.

## Altitudini
Altitudine minima: 513 m, alla confluenza dei fiumi Limpopo e Shashe.
Altitudine massima: 1.489 m, Monti Tsodilo.

## Risorse naturali
diamanti, nickel, sale, rame, carbone, ferro, argento.

## Uso del terreno
arabile: 0,62%
inutilizzabile: 0,01%
altro: 99,38% (stima 1998)
Terreno irrigato: 10 km² (stima 1998).

## Problemi e ambiente

### Calamità naturali
Il paese soffre di siccità periodiche. Inoltre, i venti stagionali di agosto portano sabbia e sporcizia dalle regioni occidentali, provocando una diminuzione della visibilità.

### Problemi ambientali
Allevamento intensivo; desertificazione; limitate risorse idriche.

### Trattati internazionali sull'ambiente
È parte dei Trattati su: biodiversità, cambiamento climatico; desertificazione; specie in via di estinzione; rifiuti tossici; leggi del Mare; bando dei test nucleari; protezione della fascia d'ozono.